# Agua Blanca (Piura)
Agua Blanca, también llamado Tierra Blanca, es un caserío peruano ubicado en el distrito de Canchaque, perteneciente a la provincia de Huancabamba del departamento de Piura, al norte del Perú. 

## Ubicación
Agua Blanca se ubica al oeste de la provincia de Huancabamba, en el distrito de Canchaque, en el departamento de Piura.

## Demografía
En 2017 Agua Blanca tenía una población de 60 habitantes.